# Кельти

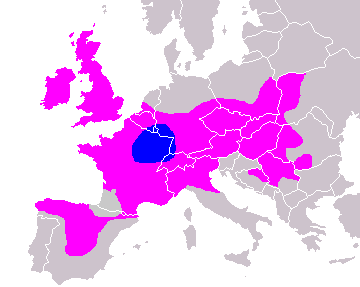
Орієнтовна територія розселення кельтів у Європі. Синім виділений район розселення кельтів в 1500—1000 рр. до н. е.; рожевим — в 400 р. до н.е.. Для орієнтування вказані кордони сучасних держав.

«Кельтський хрест»

Ке́льти — група племен індоєвропейського походження, котрі в 2-й половині 1-го тисячоліття до н. е. мешкали на теренах від сучасної Північної і Західної Іспанії до Малої Азії, Угорщини, Румунії та на Британських островах: де сучасні Франція, Німеччина, Швейцарія, Австрія, Чехія, Іспанія, Північна Італія, Велика Британія, Ірландія, частина Балкан, і на заході України. Під сильним впливом культури Греції кельти утворили власну високу культуру, вироби з заліза для рільництва та зброю, посуд роблений на гончарному крузі. Головне заняття кельтів було хліборобство, торгівля власною монетою. У «Енциклопедії українознавства» вони ідентифікуються з латенською археологічною культурою.

## Згадки про кельтів у давні часи
Спільнота людей, яку в сучасній історіографії називають стародавніми кельтами, була відома греко-римському світові у 5-6 ст. до н. е.. Кельтів знали як один з найбільших варварських народів Європи, який загрожував Елладі і був одвічним ворогом римлян. Їх змальовували неоднозначно. З одного боку, для античних авторів кельти були жорстокими варварами, які вдаються до людських жертвоприношень і нелюдського насильства. Водночас, чимало греків і римлян схилялося перед волелюбністю та моральною незіпсованістю варварів, їхньою соціальною організацією, в якій перше місце відводилося друїдам — не стільки жрецям, скільки мудрим «варварським філософам» кельтів. Окремі представники античного інтелектуального загалу, як наприклад філософ стоїчного напрямку Посідоній, здійснювали тривалі мандрівки у землі кельтів, шукаючи повчальних прикладів щодо влаштування соціального устрою.
Розселившись від Ірландії до Карпат і Малої Азії, кельти ніколи не були монолітною етнічною структурою, вони не створили єдиного державного організму, який би міг об'єднати хоча б частину їхніх завоювань. За великим рахунком, кельти не знали й почуття спільної ідентичності, а до того ж в них не було і єдиного антропологічного типу. Як зазначає Фернан Бродель, з 5 століття до н. е. кельти були майже настільки ж гетерогенні, як і сучасне населення, причому ця гетерогенність лише поглиблювалася у ході захоплень кельтами нових земель. Проте різні, навіть досить віддалені одне від одного племена стародавніх кельтів мали спільні риси духовної культури, соціальної організації та матеріального виробництва, а також використовували близькоспоріднені мови або діалекти.

## Кельтські мови,писемністьталітература
Мови, якими спілкувалися стародавні кельти, належать до найдавніших індоєвропейських мов. Припускають, що спільна кельтська мова, яка існувала на континенті на початку І тисячоліття до н. е., згодом розпалася на дві основні групи— Q-кельтську (гойдельську) та P-кельтську (бритонську). Цей поділ зумовлений трансформацією індоєвропейського звука qu [kw], який у гойдельських мовах з часом перетворився на c [k], а у бритонських на p (наприклад, слово «голова» — «ceann» в ірландській і «penn» у кімрській). Кельтські мови збереглися донині як живі мови на крайньому Заході Європи. До них належать гойдельські (гельські) мови — ірландська та шотландська, а також бритонські мови — кімрська (валлійська), поширена в Уельсі, та бретонська, якою розмовляють жителі французького півострова Бретань. Доведено, що мова стародавніх кельтів континентальної Європи, т. зв. галльська мова, що відома за кількома десятками епіграфічних написів, належала до P-кельтської групи.
Писемні пам'ятки давньої кельтської мови поширені переважно у Галлії та Північній Італії, тобто в регіонах, де вплив Середземноморської цивілізації відчувався найсильніше. Наявні короткі епіграфічні написи, зокрема написи та легенди на кельтських монетах, підтверджують, що кельти приблизно з III ст. до н. е. користувалися чотирма абетками: іберською, грецькою (в її массаліотському, іонійському варіанті), лепонтійською (алфавіт Лугано, північноетруський за походженням) та латинською. У І ст. до н. е. уживання писемності стає все більш розповсюдженим внаслідок ускладнення суспільних відносин і активізації контактів з Римом. Стародавні кельти так і не спромоглися винайти повноцінного алфавіту — лише у IV—V ст. н. е. в Ірландії з'явилася власна рунічна абетка. Вона носила назву «огам», оскільки за легендою була даром бога Огми. Припускають, що абетка «огам» була розроблена друїдами, але не без впливу римської системи шкільної освіти, яка на той час функціонувала в Британії. На сьогоднішній день досліджено близько 350 вирізьблених на камені «огамічних» написів, які у переважній більшості містять лише імена кельтською мовою, іноді у супроводі латинського перекладу. Ірландці послуговувалися огамічною абеткою для розмежування землі, а також для написів на могильних каменях.
Перші кельтомовні літературні твори з'являються у VII—VIII ст. н. е. Тоді у скрипторіях ірландських монастирів були записані «саги», що містять величезний масив інформації стосовно традиційної культури кельтів дохристиянської доби. Термін «сага», який використовується у відношенні до цієї групи джерел є умовним, оскільки в самій ірландській культурі для їх визначення використовувалося слово «scel» — «повість». Більшість саг виглядає як поєднання віршованого та прозаїчного викладу, з виразним домінуванням останнього. На сьогоднішній день прийнята класифікація саг за циклами, серед яких виділяють чотири: міфологічний, героїчний (уладський), історичний, королівський та цикл «Фінна». Ці тексти більшою або меншою мірою зберегли численні міфологічні мотиви, які знаходять прямі паралелі в описах греко-римськими авторами вірувань та звичаїв стародавніх кельтів.

## Назва
Навіть серед стародавніх авторів не було остаточної згоди щодо назви, яку слід використовувати, говорячи про стародавніх кельтів. Римляни називали усі кельтські племена від атлантичного узбережжя до Малої Азії галлами (лат. Galli). Лише для населення північної Галлії (сучасної Франції) робився виняток — їх називали белгами, хоча й не відокремлювали від основної маси населення країни. Греки, у свою чергу, називали їх кельтами або галатами. Деякі еллінські письменники намагалися якось розмежувати обидва етноніми. Так, Діодор Сицилійський називав кельтами племена лівого берега Рейну, тобто Галлії, а галатами — зарейнські, правобережні племена. Діон Кассій навпаки, розміщував кельтів праворуч від Рейну, а галатів ліворуч. Кельтське населення Британських островів як греки, так і римляни називали виключно бриттами, усвідомлюючи при цьому мовну і культурну близькість останніх з континентальними кельтами. Населення Шотландії (Каледонії) називали каледонцями, а також піктами й скотами. Останній етнонім застосовувався також у відношенні до населення Ірландії.
На рубежі н. е. землі, заселені стародавніми кельтами були завойовані Римською імперією, а їхнє населення асимільоване. З того часу «кельти», «галати» та «галли» поступово сходять зі сторінок історичних праць, а з кінцем античної епохи повністю зникають. Проте тільки для того, щоб отримати нове життя через тисячу років, коли в епоху Відродження європейські інтелектуали почнуть шукати витоки історії своїх народів.
У 1582 р. шотландський учений Джордж Б'юкенен вперше висловив припущення про спільне коріння давніх британців і континентальних галлів і, відповідно, про походження шотландської гельської мови від мови галлів. Подальше оформлення цієї тези здійснив бретонський монах Поль-Ів Пезрон, який у своїй праці «Antiquite de la nation, et des Celtes, autrement appelez Gaulois» (1703 р.) довів, що сучасні бретонська та валлійська мови споріднені з мовою галлів часів Юлія Цезаря, відомою за окремими словами й фразами, збереженими в античних текстах та епіграфічних пам'ятках. Виявивши спільність, Пезрон вперше назвав «кельтами» з одного боку племена рубежу н. е., що протистояли римлянам, а з іншого — сучасне населення Уельсу та Бретані. У такому термінологічному виборі сучасні дослідники вбачають політичний підтекст: Бретань, батьківщина Пезрона, знаходилася під владою Франції, офіційна ідеологія якої вже на початку XVIII ст. визнавала галлів предками сучасних французів. Саме тому Пезрон ухилився від уживання назви «галли», хоча історичних і лінгвістичних підстав для цього було набагато більше. Достеменно відомо, що етнонім «галли» пов'язаний із давньоірландським «gal» — «лютий, відважний» (а зовсім не з лат. gallus «півень», як це часто стверджується у популярній літературі). Він зберігся у сучасних ірландській та шотландській мовах, які власне й називаються гельськими, а також у топоніміці. У Європі, на землях, де так чи інакше зафіксовано перебування стародавніх кельтів, збереглися численні назви, похідні від цього етноніму: Гелтахт в Ірландії, Галлія, як історична назва сучасної Франції, Галац, місто в Румунії, Галіція в Іспанії та Галичина в Україні тощо.

## Етногенез

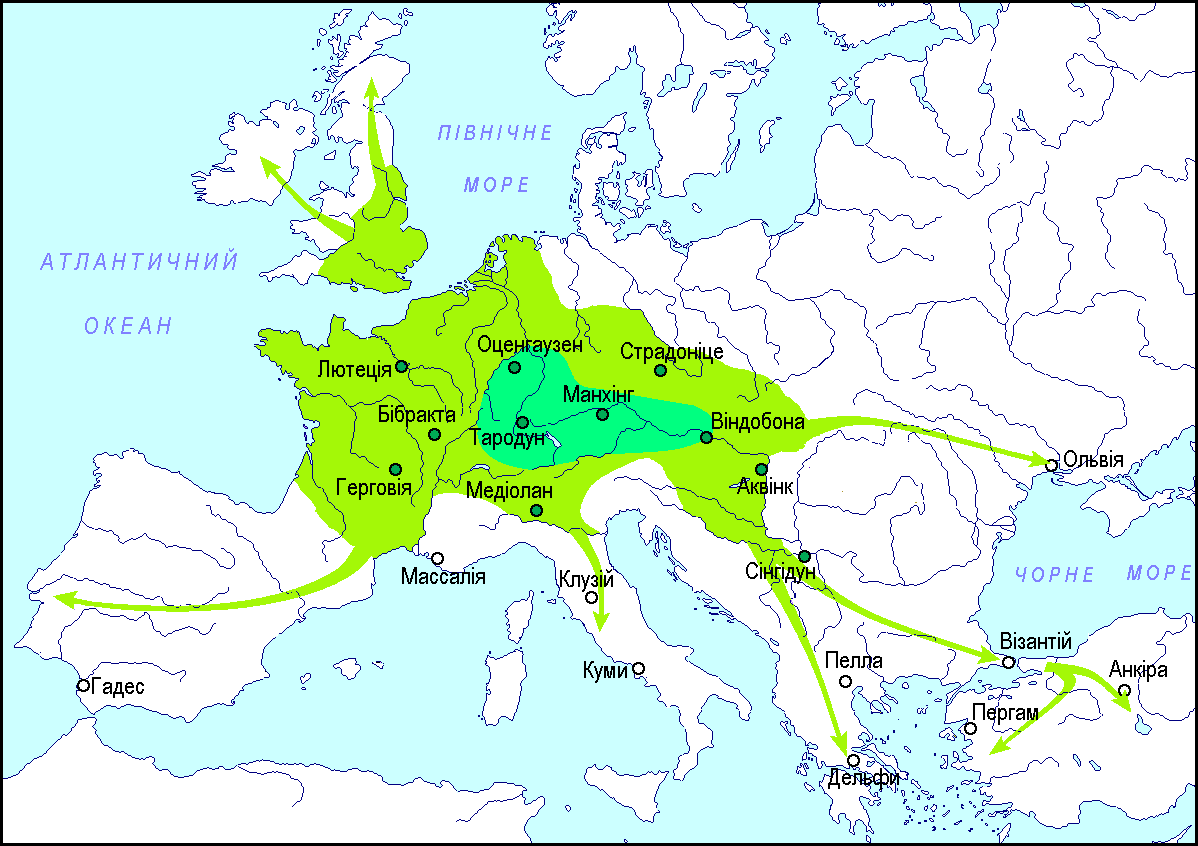
«Батьківщина» кельтів і їхнє розселення. Зеленим виділені найвідоміші міста, засновані кельтами

Опановуючи все нові й нові землі, кельти вступали в різноманітні контакти з племенами інших етнічних спільностей. Під час таких взаємодій на окремих територіях місцеве населення було кельтизоване, але в більшості випадків кельти змішувалися із автохтонами й разом з ними формували нові культури.
Переважна більшість науковців вважає прабатьківщиною кельтів територію сучасних південно- і західнонімецьких земель: Баварії, Вюртемберга, Гессена і Рейнської області. На підставі даних топоніміки та археології, формування кельтського етносу пов'язується з культурами доби бронзи Рейнсько-Дунайського регіону: унетицькою (1 пол. ІІ тис. до н. е.), курганних поховань (2 пол. ІІ тис. до н. е.) та полів поховань (до VIII ст. до н. е.). Прихильники центральноєвропейської теорії походження кельтів вважають, що на поч. І тис. до н. е. існувала спільна кельтська мова, яка була поширена у долині Середнього Рейну, північно-західних передгір'ях Альп і на Верхньому Дунаї. Саме звідти, на їхню думку, кельти просувалися у Центральну Європу, де змішувалися з місцевим населенням. Поряд із цим, існує альтернативна теорія, котру поки що підтримує небагато науковців, згідно з якою прабатьківщина кельтів розташовувалась на землях Ютландії, узбережжя Фрісландії та на островах західної частини Балтійського моря. Ця версія ґрунтується на повідомленні Амміана Марцелліна, який, у свою чергу, посилався на традицію кельтських жреців друїдів.
У будь-якому випадку, відлік історичного часу для кельтів починається лише з гальштатської культури (VIII—VI ст. до н. е.) першої половини ранньої залізної доби, яка більшістю сучасних дослідників розглядається як кельтська або протокельтська. У складі цієї культури також безумовно присутній іллірійський компонент, який відігравав досить значну, а можливо й домінуючу роль. Гальштаттська археологічна культура, яка отримала свою назву від стародавнього поселення та кладовища на березі Гальштаттського озера (Швейцарія), була широко розповсюджена у Центральній та Західній Європі. Її носії вміли видобувати та обробляти залізо, що надавало їм рішучу перевагу як в економічній, так і у військовій сферах. Крім того, носії гальштатської культури вважаються першими вершниками на Заході, де раніше кінь використовувався лише як тяглова сила. На формування гальштаттської культури значно вплинули контакти з кочівниками Північного Причорномор'я, що простежується у поховальному обряді, деталях кінського спорядження, мистецтві. Ще одним джерелом впливу послужили народи Середземномор'я, насамперед греки та етруски, з якими носії гальштаттської культури підтримували жваві торговельні контакти.
Гальштаттська культура відома своїми розкішними князівськими похованнями, які вказують на наявність глибокої майнової та соціальної диференціації. Представників гальштаттської знаті ховали у просторих дерев'яних камерах під курганами (нерідко увінчаними кам'яною «бабою» типово кочівницького стилю), на дерев'яному чотириколісному возі, у супроводі великої кількості посуду, прикрас та зброї, виготовлених з бронзи, срібла та золота, а також залишків ритуальної трапези — частини туші кабана. Найвідоміші князівські поховання походять з Вікс (Франція) та Хохдорфу (Німеччина) й датуються кін. VI ст. до н. е.
На зламі VI—V ст. до н. е. відбулися істотні культурні, соціально-економічні та демографічні зрушення, у наслідок яких у Центральній Європі формується новий тип матеріальної культури, який отримав свою назву від містечка Ла Тен (La Tène), розташованого поблизу озера Невшатель (Швейцарія). Латенська культура існувала в Європі протягом п'яти століть і дала свою назву другому періоду ранньої залізної доби.

## Історія
Початковою областю розселення кельтів була територія на північний захід від Альп.
З формуванням латенської культури пов'язаний період кельтської військової експансії. З процесом відносять легенду проти вождя Амбігата. На поч. IV ст. до н. е. кельти перейшли Альпи через Малий Сен-Бернар і напали на долину річки Пад (сучасна По), що була заселена етрусками. Кельти розбили останніх біля р. Тіцини й одне за одним почали захоплювати етруські міста. За легендою, під час битви за Клузій, римські посли, що вели переговори з етрусками, виступили на їхньому боці проти кельтів, що стало приводом до війни.
18 червня 390 до н. е. (за іншими даними — бл. 385 р.) біля р. Алія кельти під проводом свого ватажка Бренна, вщент розбили римське військо й вранці наступного дня оволоділи беззахисним Римом. Після семимісячної облоги в цитаделі на Капітолійському пагорбі, кельти взяли з римлян викуп і з багатою здобиччю повернули на Північ, проте дорогою начебто були розбиті римським військом під командуванням Фурія Камілла. Протягом 360-40-х рр. до н. е. кельти неодноразово проникали в Середню та Південну Італію, спустошували Апулію та Кампанію. Однак це були переважно грабіжницькі напади. Закріпитися кельтам вдалося лише на Півночі Італії, в долині р. Пад. Ця область надовго отримала назву Цизальпійської Галлії. Тут виникли багаті кельтські поселення, найбільшим з яких був Медіоланум (сучасний Мілан).
На сході кельтські племена просувалися в бік Шварцвальду до берегів Дунаю, розселяючись на захоплених землях. Частина з них зайняла багатий залізом Норік, племена боїв осіли в сучасних німецькій Баварії, чеській Богемії (Boihaemum — «Країна боїв»), над Дністром (Бойківщина). Звідти кельти просувалися на територію Сілезії (Польща). Вольки-тектосаги осіли у Верхів'ях Дунаю, тавриски — в масиві Австрійських та Штирійських Альп.
Після 298 до н. е. кельтська хвиля спустошила Македонію та Грецію. Не маючи можливості захоплювати добре укріплені міста, кельти грабували відкриті поселення, захоплюючи велику здобич. У 280 році до н. е. велика армія кельтів на чолі із Бренном вдерлася до Балканського півострова. Їм вдалося завдати кілька відчутних поразок грецьким та македонським військам. У 279 до н. е. кельти сплюндрувати легендарне святилище у Дельфах, але при відступі були розбиті. Пізніше вони осіли у межиріччі Сави та Морави, де утворили т. зв. державу скордісків. Кельти заселили й інші місцевості на Балканах, де вступили у взаємодію з фракійськими та іллірійськими племенами. Один з кельтських загонів на запрошення віфінського царя Нікомеда переправився через Геллеспонт до Малої Азії, що стало початком багаторічної спустошливої війни, в результаті якої була утворена кельто-еллінська держава Галатія.
Після завершення загарбницьких походів кельти були змушені повернутися до мирного життя. Влада вождів поступово занепадала, натомість посилився вплив знаті. На завойованих галлами землях виникли перші міста. Найвідоміші з них — Медіолан (сучасний Мілан), Бібракте, Лютеція (теперішній Париж), Віндобона (сучасний Відень), Аквінк (біля теперішнього Будапешта) та Сінгідун (сучасний Белград).
Не лише міста, а й великі села вели між собою жваву торгівлю, для полегшення якої будували численні дороги, залишки яких можемо побачити і за нашого часу. Щоправда, головними торгівельними шляхами залишалися річки: Дунай, Рейн, Рона — і, звісно, моря. На відміну від греків і етрусків, для перевезення зерна і рідин кельти використовували не глиняний посуд, а дерев'яні діжки, які й досі вважають саме кельтським винаходом. Кельти також навчилися будувати великі дерев'яні кораблі, оснащені шкіряними вітрилами і якірними ланцюгами.
Але що далі зростали і багатіли кельтські міста, то привабливішою здобиччю вони здавалися сусідам: кельти з загарбників з часом самі перетворюються на об'єкт загарбання. У 191 до н. е. римляни витіснили з Північної Італії племена бойів, що відкрило їм шлях завоювання плодючих земель в долині р. По. Значні військові успіхи римлян у Південній та Східній Іспанії дозволили їм узяти під контроль західне узбережжя Середземного моря і створили необхідні передумови для завоювання Південної Галлії, яке й завершилося у 125 до н. е. Напади кімврів та тевтонів наприкінці II ст. до н. е., а також військові походи римлян на Балканах підірвали могутність кельтів на Дунаї та в Карпатській котловині. Нищівного удару кельтським племенам цього регіону було завдано даками, які між 60 та 45 р. до н. е. розгромили ополчення бойів і таврісків, у результаті чого кельти назавжди втратили гегемонію у Карпато-Дунайському ареалі.
Галлія, яка потерпала від боротьби за гегемонію найбільших племінних об'єднань, стала бажаною здобиччю для германських збройних загонів, що вперше були запрошені сюди як найманці одним з кельтських племен.
У 58 до н. е. проконсул Нарбонської Галлії Гай Юлій Цезар скористався міжплемінними чварами галлів й протягом кількох років завоював усю країну, вміло налаштовуючи одні племена проти інших. Лише у 52 до н. е. галли спромоглися об'єднатися на чолі з арверном Верцингеторіксом — талановитим ватажком, який зумів завдати Цезарю відчутної поразки під Герговією. Проте Цезар вдалими маневрами змусив Верцингеторікса відійти до міста Алезії, а згодом розбити галльське військо, яке йшло йому на допомогу. Не витримавши голоду, військо Верцингеторікса капітулювало.
У 51—50 рр. до н. е., коли військове підкорення Галлії було завершене, країна була перетворена на провінцію і у 43 р. до н. е. отримала свою нову столицю — Лугдунум (суч. Ліон). Галлія не знаходилася у складі civitate romana, а становила країну, підвладну їй (in imperio romano). За часів правління Августа громіздка галльська провінція була поділена на три самостійні адміністративні одиниці: Аквітанія, Белгіка, Лугдунська Галлія. Остаточне оформлення структури провінції та її адміністрації сталося вже за часів Клавдія. Під керівництвом цього ж принцепса була проведена вдала операція проти Британії, яка ще з часів походів Цезаря підживлювала незалежницькі настрої на континенті й надавала притулок втікачам від римлян. У 43 до н. е. південна частина Британії розділила долю сусідньої Галлії, перетворившись на римську провінцію.

## Суспільство та політична організація
Кельтські племена не були об'єднані в союз чи державу, проте мали спільну матеріальну культуру, мову та релігійні традиції.
Як і в інших стародавніх народів, основними ланками соціальної організації кельтів були сім'я, рід, плем'я та об'єднання племен. Про родинні стосунки у кельтів відомо порівняно небагато. Можна зі впевненістю говорити, що у різних частинах кельтського світу розвиток родини знаходився на різних стадіях.
У Галлії Цезар описує моногамний шлюб, у якому чоловік і жінка володіють однаковими частками майна, а в разі смерті одного з них інший вступає у володіння майном. Це фактично надавало жінці та чоловіку рівні майнові права. Щоправда, за часів Цезаря така ситуація була вже пережитком минулого, адже в його творі ми зустрічаємо опис типової патріархальної родини з необмеженою владою pater familiae над дружинами й дітьми.
На Британських островах родинні відносини зберігали більш архаїчний характер. Ірландські закони засвідчують досить ліберальні шлюбно-сімейні стосунки у британських кельтів в епоху раннього середньовіччя. У шлюбі жінка зберігала право власності над своїм приданим, вона мала право отримувати майно чоловіка у спадок. Для розлучення було достатньо подружньої зради як з боку жінки, так і з боку чоловіка, або навіть бажання однієї зі сторін. Роль жінки в суспільному житті кельтів також була неоднаковою в різних кельтських регіонах й на різних етапах історичного розвитку. За часів гальштатської культури жінка могла досить високо піднятися у суспільній ієрархії, як про це свідчать дані поховань. У І ст. н. е. в Британії жінки, наприклад Боудікка та Картімандуя, стояли на чолі цілих племінних об'єднань, тоді як Цезар століттям раніше упродовж восьми років не зустрів жодної жінки, яка б відігравала хоча б найменшу роль в суспільному житті.
Археологічні джерела дають підстави вважати, що кельтські родини жили окремими невеликими поселеннями. Такі поселення фігурують у творі Цезаря як vicus («село»), або aedifica («хутір», а також «приватна садиба»). Поселення найпоширенішого типу складалося з кількох жител, як правило напівземлянок, і господарських приміщень. Невелику кількість помешкань у межах одного поселення можна розглядати як доказ того, що його жителі були кровними родичами. Дані кельтських поховань свідчать, що середня відстань між могильниками коливалася від 2 до 5 км. При цьому кількість поховань у найбільших комплексах становила близько 100 штук. Упродовж життя одного покоління вона збільшувалася в середньому на 10—15 штук.
С. Шкунаєв на основі цих спостережень стверджує, що ядром кельтської соціальної організації були невеликі поселення, подібні до тих, де жили ірландські роди або великі родини (fine). Кілька таких великих родин утворювали плем'я або туат (tuath) — «тридцять сотень» військовозобов'язаних чоловіків та членів їх сімей. На чолі туату стояв король, і кілька туатів могли утворювати військово-політичне об'єднання. Припускають, що на континенті еквівалентними ірландським туатам були паги (pagus), неодноразово згадувані у творі Цезаря. Паги мали своїх вождів, вшановували власних племінних богів, а під час війни діяли як окремі бойові одиниці. Кілька пагів (до 4-х) утворювали об'єднання племен, що у творі Цезаря носить назву populus, «народ». В Галлії у І ст. до н. е. нараховувалося 64 племінних утворення, які об'єднували близько 500 пагів, за чисельності населення близько 10 мільйонів чоловік. Воєнізоване, особливо на ранніх етапах свого розвитку, суспільство стародавніх кельтів не мало потреби у створенні розгалуженої структури управління. Принаймні до І ст. до н. е. основою політичної організації кельтів було вождівство — група общин, підпорядкованих верховному вождю, який опікувався захистом вождівства та організацією виробничого процесу.
Вождівська влада досить тривалий час існувала в усіх кельтських племенах. В Ірландії, Шотландії та Уельсі вона поступово еволюціонувала у середньовічну феодальну монархію. Натомість, на континенті йшов інтенсивний процес розкладу цього архаїчного інституту і формування нової політичної організації. Так, в середині І ст. до н. е. лише 11 із 60 галльських племінних об'єднань управлялися вождями, тоді як решта — «вергобретами», які обиралися на 1 рік радою старійшин.
Суспільство стародавніх кельтів мало чітко окреслену племінну верхівку — військову еліту та жрецтво (друїдів). Належність до верхівки визначалася насамперед знатністю роду та матеріальним багатством, а статус окремої особи у середовищі знаті — кількістю залежних людей, амбактів та клієнтів. Амбакти («ті, що оточують») та клієнти набиралися представниками суспільної верхівки серед бідніших верств. Ці відносини залежності були поширені серед усіх кельтських народів і, очевидно, становили досить давній інститут. Сутність традиційної клієнтели відображена в середньовічному ірландському законодавстві. Вона полягала у тому, що представник привілейованого суспільного прошарку міг надати частину свого майна особі, яка, укладаючи договір, мала виплачувати патрону частку доходів з цього майна й після закінчення терміну договору повернути саме майно. Клієнт, таким чином, хоча й не був особисто залежним від патрона, але вважався його боржником. У Галлії І ст. до н. е. клієнти грали роль мобільної військової сили, що становила запоруку могутності свого покровителя, який у свою чергу надавав клієнтам захист. Окремі представники галльської знаті згуртовували навколо себе до 10 тис. клієнтів, а також ватаги з кількох сотень солдуріїв («відданих») — професійних воїнів, які приносили клятву вірності своєму покровителю і отримували від нього за службу певні матеріальні блага.

## Матеріальна культура

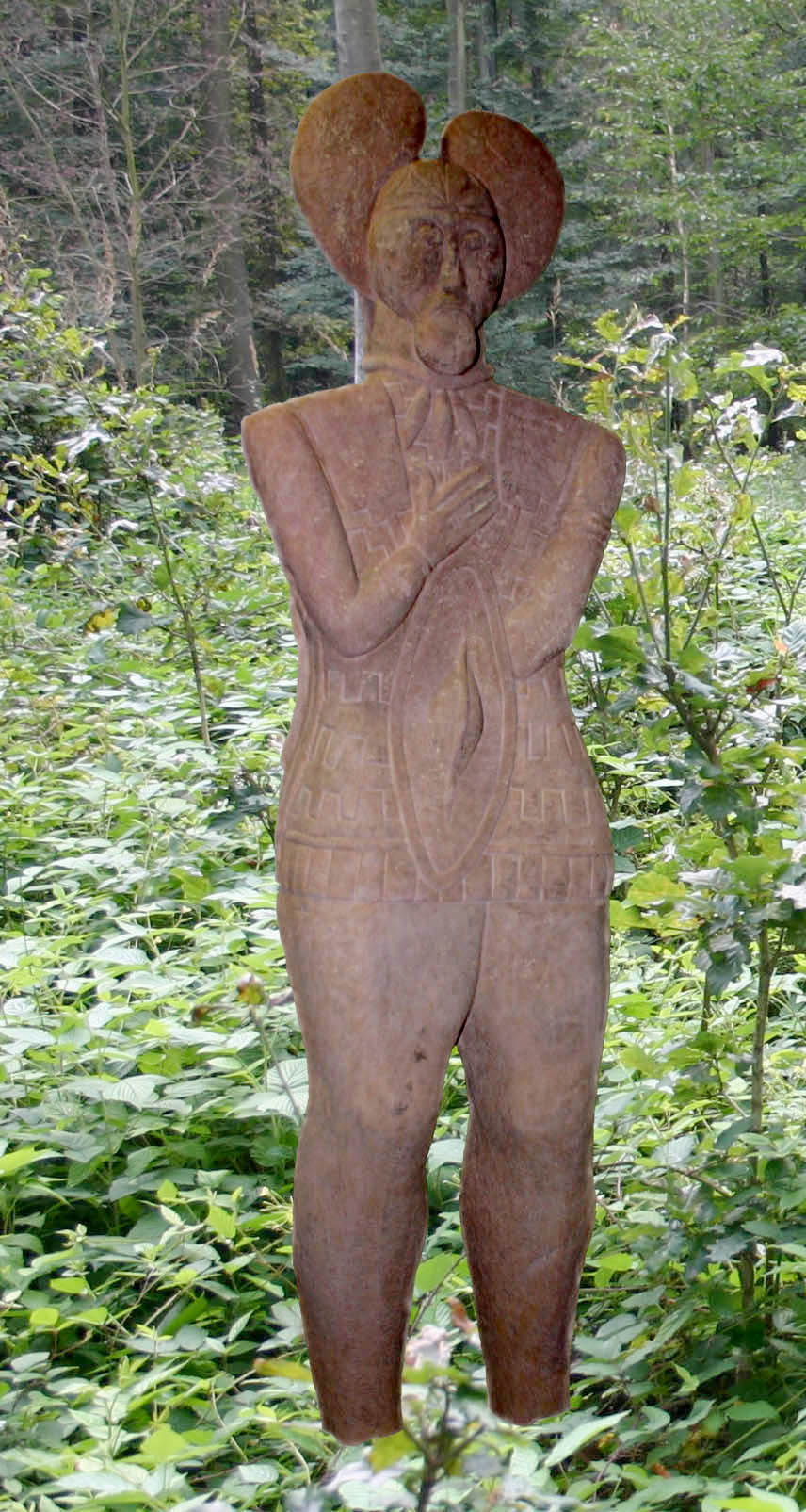
«Кельтський князь з Глауберга», (5 ст. до н. е.)

Вплив кельтів на розвиток європейської людності був надзвичайно потужним. Насамперед він проявився в піднесенні їхньої економіки, пов'язаної з виникненням великих центрів з видобутку й обробки заліза, а також великих гончарних майстерень.
На ранніх етапах історичного розвитку основу економічного устрою стародавніх кельтів становило відгінне скотарство, тому вони здебільшого селились на берегах річок. Домінуючу роль відігравало розведення великої рогатої худоби, а також овець та свиней. Хоча у свідомості кельтів землеробська праця вважалася принизливою, вони активно використовували прогресивні методи вирощування і обробки різноманітних сільськогосподарських культур. Основу землеробства становило вирощування злаків — пшениці, жита, вівса. З ячменю пекли хліб і виготовляли пиво (corma або zythos), іноді додаючи до нього мед. Поряд із цим, культивувалися деякі види овочів та технічних культур: буряк, ріпа, льон, конопля, цибуля, часник тощо. Зерно зберігалося у спеціальних ямах (silos), а для його помелу використовували ротаційний млин, що складався з двох кам'яних жорен (вагою до 40 кг) і дерев'яної конструкції.
Надзвичайно високого рівня розвитку у кельтів досягло ремесло, яке вже за епохи пізньої бронзи вийшло за межі простого домашнього виробництва, і було представлене усіма можливими на той час галузями. Ковалі стародавніх кельтів майстерно володіли технікою залізо обробки й саме вони розробили або удосконалили увесь набір ковальського приладдя, що майже не змінився дотепер. Про рівень ковальського виробництва свідчить той факт, що кельти вже з VII ст. до н. е. першими в Європі почали використовувати кольчугу з різними способами скріплення кілець. Кельти використовували не тільки низьковідсоткову болотну руду, але й магнетит та гематит. Згідно з даними металографічного аналізу, кельти вміли виготовляти кілька видів сталі, з різним вмістом вуглецю, вони застосовували загартування металу крижаною водою та вогнем, насичення вуглецем м'якого заліза (цементація), зварювання залізних і сталевих смуг (пакетування). Кельтські ювеліри широко використовували карбування й лиття у зворотну форму. Основними типами прикрас з металу були золоті та бронзові торквеси (шийні гривні), які передавалися з покоління в покоління й, очевидно, відігравали певну ритуальну роль, поясні ланцюги, які були невід'ємним елементом одягу (бронзові у жінок, залізні у чоловіків) та фібули. Для виготовлення браслетів та каблучок широко використовувалося скло та сапропеліт. Металеві прикраси та зброю іноді інкрустували емаллю.
Значного рівня розвитку досягло виробництво кераміки. Кельти першими в Центральній та Східній Європі поширили гончарне коло. Особливістю керамічного виробництва кельтів було домішування у глиняне тісто графіту. Посуд випалювали в печах, поверхню вкривали лощінням, чорним або темно-сірим, а іноді орнаментом. У І ст. до н. е. кельти виготовляли мальовану кераміку, зазвичай червоного кольору. Асортимент гончарних виробів був досить значним, хоча найширше застосування мала ситула — своєрідне невелике відро, яке за формою нагадує зрізаний конус. Посуд виготовляли також із дерева. Саме кельтам належить винахід діжки чи бочки, виготовлених з дощечок-клепок, скріплених металевим ободом. Діжки чи бочки були практичнішими за середземноморські амфори і пізніше їх використання зумовило удосконалення технології виноробства — пропускаючи повітря, дерево дозволяло вину старіти.
Кельти славилися вмінням виготовляти практичний та якісний одяг з товстої та тонкої вовни. Типовою кельтською одежею були короткі (до щиколотки) та широкі штани (bracae), мода на які була запозичена у кочовиків, сорочка та плащ з відлогою (sagum). Жінки носили довгі сукні, іноді розшиті золотом. Тканини фарбували, роблячи їх смугастими або картатими. Зразки популярної й сьогодні картатої «шотландської» матерії були виявлені археологами серед матеріалів гальштаттської культури.
Є підстави вважати, що на заселених кельтами землях діяла розгалужена мережа доріг. Відомо, наприклад, що легіони Цезаря в Галлії просувалися зі швидкістю до 45 км на день, що було б неможливим за умови відсутності обладнаних доріг. Грецькі торгівці британським оловом, суходолом перетинали Галлію до гирла Рони упродовж 30 днів. Ця відстань становить близько 900 км і щоб подолати її за місяць, треба було проходити не менше ніж 30 км на день. Будівництво доріг кельтами підтверджують археологічні знахідки. У 1985 р. в ірландському графстві Лонгфорд (Longford) дослідили дорогу, будівництво якої було здійснено у середині II ст. до н. е. Збережена частина дороги мала протяжність близько 1000 ярдів і була побудована з дубових балок, покладених на тонкі бруси з дуба, ясена та вільхи. Дерев'яну споруду протягом двох тисяч років вкривало болото, що дозволило їй зберегтися. Про наявність доріг у землях стародавніх кельтів на континенті свідчать численні знахідки кінських підків, яка мали берегти кінські копита від ударів до твердої поверхні шляху, а також численні, винайдені кельтами, різновиди колісних візків.
На ранніх етапах соціально-економічного розвитку у кельтів панував натуральний обмін. Судячи з економічного устрою ранньосередньовічної Ірландії, платіжним засобом тривалий час залишалася худоба і будь-яка товарна одиниця прирівнювалася до певної кількості голів тварин. На континенті, де економіка розвивалася набагато швидшими темпами, поступово поширювався грошовий обіг. Деякий час як гроші використовувалися загострені на кінцях залізні зливки однакової ваги. Але в середині II ст. до н. е. кельти Галлії та Центральної Європи починають виготовляти власні срібні та золоті монети. Для монет використовувалося лише чисте золото, вміст якого сягає 97 %. Спочатку це були копії грецьких та македонських статерів, однак невдовзі з'явилися власні зразки монет із зображеннями героїв та міфологічних істот.
Сільські поселення кельтів складалися з 5—6 дворів і рідко займали площу більше 0,5 га. Типове кельтське житло становило напівземлянку прямокутної (довжиною 5—7 м) або квадратної форми, на півметра заглиблену в ґрунт, що дозволяло краще зберігати тепло. Ґрунтову підлогу іноді вкривали товченим камінням або черепицею. Солом'яну покрівлю тримали дерев'яні стовпи (найчастіше два), розташовані уздовж довгої осі дому. Схили були досить крутими, щоб полегшити стікання дощової води, й сильно виступали над низькими стінами. Останні були сплетені з гілля й обмазані товстим шаром суміші з глини, піску, соломи й шерсті. З зовнішньої сторони ці стіни нерідко фарбували світлою фарбою. Житлова площа галльських будинків складала 30—60 м², чого було достатньо для проживання малої родини. Рідше, в місцевостях багатих на хвойну деревину, житлові приміщення будувалися з колод, навхрест перев'язаних на кутах, а в Британії вони найчастіше споруджувалися з каміння й мали округлу форму.
Господарське життя зосереджувалося у спеціальних приміщеннях. Майстерні мало чим відрізнялися від житлових будинків, але іноді були пристосовані для потреб конкретного виробництва. Ткацькі майстерні, наприклад, покривалися зверху компостом для підтримання необхідного для роботи рівня температури та вологості. Робота з глиною, деревом та кісткою проходила в різноманітних прибудовах та під навісами. Продукти зберігали у дерев'яних коморах, а зерно у великих циліндричних ямах, герметично закритих пробкою з глини та соломи. Там воно могло знаходитись протягом кількох років. Воду отримували з колодязів, а іноді й з природних джерел. Компактно розташований комплекс з житла, іноді майстерні, комор та інших господарських приміщень, ями для зерна й колодязя становив ферму.
В І ст. до н. е. на територіях заселених кельтами з'явилися поселення, які несли на собі перші ознаки міської культури. Римляни називатимуть їх оппідумами (oppida) і саме цей термін пошириться згодом в історичній науці, не зважаючи на те, що самі кельти іменували такі поселення dunum, «місто» або «фортеця». Найрозвиненіші оппідуми розташовувалися в Галлії, а також на території сучасної Чехії та Баварії. Одним з найбільших і найкраще досліджених кельтських оппідумів є Бібракте, колишня столиця племені едуїв. Поселення площею 135 га розташовувалося на пагорбі (нині Мон-Бевре) і було обнесено п'ятикілометровою стіною (висотою 5 м) з дерев'яними баштами, а також ровом шириною 11 м і глибиною 6 м. Бібракте перетинали дві дороги, саме поселення поділялося на кілька секторів і включало сховище, площу для громадських зібрань, святилище, аристократичний і ремісничий квартали. Правильного міського планування не було. Ремісничий квартал було забудовано малими, як правило 5,5×6,5 м, житловими напівземлянками і майстернями. Було досліджено численні майстерні ковалів, ливарів, ювелірів, емал'єрів, майстрів з обробки золота, срібла, бронзи, скла тощо. На фоні скромних осель ремісників різко контрастували будинки аристократії, галльські за конструкцією, але розплановані за середземноморськими зразками. Один з них займав площу 1150 м² і мав 30 кімнат навколо центрального атрія. Будинок було прикрашено розписами і мозаїками. В іншому подібному будинку функціонувала система опалення підлоги. На території Бібракте було знайдено 1579 монет, з яких більше тисячі — галльського карбування. Місто існувало протягом І ст. до н. е., до 5 р. до н. е., коли населення, за наказом Августа, було переведено до нового міста Августодун. Також, навесні 2023 року, в передмісті Мюнхена (Німеччина) знайдено 2300-річне кельтське поховання, в якому були виявлені «майже нові» кельтські ножиці.

## Кельти на території України

Експансія кельтів 6–3 ст. до н. е

На теренах сучасної України кельти досягли Закарпаття. На сьогоднішній день достатньо точно встановлено хронологію проникнення кельтів на українські терени. Їхні перші озброєні загони, які не залишали після себе значних слідів, з'явилися в українській частині Верхнього Потисся між 340 та 260 роками до н. е. Українські землі починають цікавити кельтів у період, коли середземноморські держави посилили тиск на кельтські племена, примушуючи їх шукати нові землі на півночі та сході. Саме тоді на території Закарпаття занепадає куштановицька археологічна культура, носіями якої були північнофракійські племена, а натомість виникають довготривалі поселення та виробничі центри латенської культури. Характер місцевої культури свідчить про те, що кельти стали панівним і привілейованим прошарком населення Верхнього Потисся у відношенні до місцевого північнофракійського населення.
Галіш-Ловачка, найбільше кельтське поселення Закарпаття, вважається найвіддаленішим на схід кельтським протомістом. Вивчена частина поселення (15 гектарів) розташовувалася на північно-західній околиці сучасного м. Мукачевого, на схилах гір Галіш та Ловачка. Тут знаходилися житла й ремісничі майстерні, загалом 24 прямокутні напівземлянки, та численні господарські ями. Галіш-Ловачка становила насамперед великий ремісничий центр, провідною галуззю якого була металообробка. Водночас, поселення відігравало роль політичного центру місцевих племен, на що вказує виявлені форми для відливання монет і монетних заготівок. Окрім поселення на горах Галіш та Ловачка, увагу привертає кельтський металургійний центр, який займав бл. 25 км² у заболоченій місцевості біля р. Ботар, лівого притоку р. Тиси. Виробничі пункти, розташовані на відстані 1—2 км один від одного, тягнуться від с. Ново Клиново до с. Черни. Тут було досліджено до трьох сотень залізоплавильних горнів. Ботарський район був одним з найбільших металургійних центрів Європи періоду ранньої залізної доби. Його продукція обчислювалася десятками тон заліза й задовольняла не тільки потреби поселення Галіш-Ловачка, що розташоване приблизно за 30 км від найбільшого скупчення горнів, але й виходила далеко за межі Закарпаття. Тривале перебування кельтів на території Закарпаття відбилося у топоніміці краю, зокрема у наявності низки типово кельтських за походженням гідронімів — Латориця, Лаборець, та ін. Час розквіту кельтської культури на Закарпатті припав на ІІ — 1 пол. І ст. до н. е. — період найінтенсивнішого розвитку матеріальної культури та соціальної організації кельтів у Європі. Близько 60 р. до н. е. племена даків, які захопили Верхнє Потисся, розгромили кельтські осередки на цій території.
Іншою територією України, де кельти залишили значні сліди, було Північне Причорномор'я. Аппіан повідомляв про перебування на території Боспорського царства загону кельтських найманців на чолі з вождем Бітоїтом, що діяв у складі військ понтійського царя Мітридата VI (63 р. до н. е.). Припускають, що саме з цим загоном пов'язані знахідки в міських шарах і похованнях Пантікапея кельтських фібул пізньолатенської схеми.
Археологічні джерела вказують на досить тривалу присутність кельтів в районі Ольвії та у Південному Побужжі. Вже з III ст. до н. е. в ольвійських похованнях зустрічаються середньолатенські фібули. Біля с. Мар'ївка (Миколаївська обл.) було відкрито комплекс металевих предметів, серед яких етруський шолом, а також типово кельтські предмети озброєння, датовані V—I ст. до н. е. М. Трейстер припускає, що ці предмети становили інвентар поховання кельтського вершника. Про появу кельтів на околицях Ольвії та їх військову активність у цьому регіоні свідчить Декрет на честь Протогена, датований в межах ІІІ — поч. II ст. до н. е., у якому йдеться про наближення до Ольвії галатів та скірів. Вважається, що галатами, згідно декрету, були або кельти зі Східних Балкан, які шукали нових земель після поразки 212 р. до н. е., яку їм завдали фракійці, або змішані кельто-германські племена бастарнів, які проживали у Подністров'ї.
На Правобережній Україні латенські предмети були знайдені щонайменше у 74 пунктах. Деякі з пам'яток були виявлені у комплексах інших культур і тому вважаються імпостами, але у більшості вони класифікуються як «випадкові знахідки» і тому їх неможливо інтерпретувати однозначно. Географічно більшість латенських пам'яток розміщуються двома гніздами — у Верхньому Подністров'ї (Східна Галичина) та Середньому Подніпров'ї. Унікальним поки що залишається комплекс, досліджений Л. Крушельницькою у 1962 р. біля с. Бовшів, що за 11 км від м. Галич. Найімовірніше — це була гончарна майстерня, яка функціонувала десь у середині II ст. до н. е. — 2 чверті І ст. до н. е. й складалася з типової для кельтів квадратної напівземлянки (2,4х2,4 м) і ями овальної форми з залишками гончарної печі. У самій споруді, а також у культурному шарі було виявлено велику кількість керамічного посуду. Це була кельтська гончарна кераміка з домішками графіту, а також певна кількість ліпного посуду, який наслідував форми місцевих культур. Перебування кельтів у Верхньому та Середньому Подністров'ї підтверджується також і писемними джерелами. Античний географ Клавдій Птолемей згадує у цій місцевості чотири кельтомовні урбаноніми: Карродунон, Маетоніум, Вібантаваріум та Ерактон. Перший з них — Карродунон, етимологізується виключно на кельтському ґрунті: від кельт. karr- «каміння» та dun- «фортеця». Клавдій Птолемей розміщувався це місто десь «вище Тіраса» (Дністра) і «поблизу Дакії» (сучасної Румунії).
Серед скупчення латенських пам'яток на території Середнього Подніпров'я присутні металеві прикраси та культові предмети (бронзова маска з с. Пекарі, біля Канева), поява яких може бути пов'язана з просуванням у Північне Причорномор'я галатів, згаданих у декреті Протогена. Досить ймовірним є кельтське походження поодинокого кремаційного поховання біля гирла р. Прип'яті у с. Залісся. Перепалені кістки у супроводі кельтської фібули ранньолатенської схеми містилися у ліпному горщику сірого кольору, форма якого наслідувала гончарну кельтську кераміку.
Риси латенської культури, зокрема її південно-східний, балканський варіант, досить виразно простежуються в зарубинецькій культурі, яка була поширена на території України в останні століття до н. е. і у складі якої ймовірно був присутнім також слов'янський елемент. Вплив кельтських традицій проявився насамперед у поховальному обряді та ремісничому виробництві зарубинецької культури. Так, за даними останніх досліджень близько половини ознак зарубинецького поховального обряду має латенське походження. Про неабиякий вплив духовної культури та релігії кельтів свідчать зарубинецькі поховання окремих людських черепів. У кельтів носії зарубинецької культури запозичили технології металообробки, деякі прийоми та способи гончарного виробництва, типи озброєння, знарядь праці та прикрас. Зокрема, зарубинецька фібула з трикутним завершенням ніжки, яка вважається найхарактернішою етнографічною ознакою цієї культури, має прототипи у кельто-іллірійському середовищі на Балканах.
За своїм походженням в Україні була змішана кельто-фракійська культура, що проіснувала в Закарпатті близько 200 років і сприяла поширенню досягнень мешканців Західної Європи в східному напрямку.
Кельти залишили по собі слід. Плем'я «бої» на прикарпатських землях залишилось. Сьогодні звучить як Бойки.

## Інтернет-ресурси
- Історія кельтів 1
- Історія давніх кельтів 2